# جدیدیه بری
جدیدیه بری (به انگلیسی: Jedediah Berry) (متولد ۱۹۷۷) نویسندهٔ آمریکایی‌ست. او در ورمانت متولد شد و دوران کودکی خود را در نیویورک به سر برد.

## زندگی ادبی
اثر مشهور او و اولین اثر منتشر شده از او رمان «کتاب راهنمای حرفهٔ کاراگاهی» است که در سال ۲۰۰۹ انتشار یافت. او با اولین رمانش در سال ۲۰۰۹ موفق شد تبدیل به یکی از نویسندگان سرشناس و خبرساز سال شود، آن‌چنان که «میچیکو کاکوتانی» منتقد برجستهٔ «نیویورک تایمز» دربارهٔ این کتاب نوشت: «چارلز آن‌وین، قهرمان این داستان، احتمالاً تا مدت‌ها تکرار نخواهد شد.»
رمان «کتاب راهنمای حرفهٔ کارآگاهی» در همان سال برندهٔ جایزهٔ بهترین رمان کارآگاهی سال از بنیاد «دشیل همت» شد و سال بعد جایزهٔ رمان کارآگاهی را از «بنیاد ادبی کاوفورد» دریافت کرد. این موفقیت‌ها در حالی بود که «جدیدیه بری» نویسندهٔ جوان امریکایی مدت‌ها برای یافتن ناشر تلاش کرده بود و در نهایت ‍«پنگوئن» بعد از انتشار این کتاب آن را نقطهٔ درخشان کارنامهٔ سال ۲۰۰۹ خود معرفی کرد.
رمان «کتاب راهنمای حرفهٔ کارآگاهی» در شهری بی‌نام‌ونشان می‌گذرد و داستان کارمند معمولی به نام «چارلز آن‌وین» را روایت می‌کند که باید رمزوراز یک داستان کارآگاهی را حل کند، او بی‌این‌که بخواهد تبدیل به یک کارآگاه تمام‌عیار می‌شود. کارآگاهی گم‌شده‌است و در این میان استاد امور جنایی با رویاهای مردم سروکار پیدا می‌کند و در واقع عناصر داستان‌های پلیسی و فانتزی یک جا جمع شده‌اند تا مرد دوچرخه‌سوار این داستان خواننده را شگفت‌زده کند.
روزنامهٔ «گاردین» دربارهٔ «کتاب راهنمای حرفهٔ کارآگاهی» نوشت: «مایکل مورکاک نویسندهٔ انگلیسی ادبیات فانتزی هرگز فکر نمی‌کرد بشود این‌چنین عناصر داستان فانتزی را به ادبیات پلیسی گره زد.»
«نیویورکر» دربارهٔ این رمان نوشته است: «اگر «وس اندرسون» هوس کند سراغ ساخت فیلمی براساس اقتباس از داستان‌های «کافکا» برود می‌توان گفت به فضای این رمان نزدیک شده‌است.»
«آبزرور» نیز «کتاب راهنمای حرفهٔ کارآگاهی» را با رمان «سومین پلیس» نوشتهٔ «فلن اٌبراین» مقایسه کرده و نوشته است: «ترکیب تخیل و فانتزی و تودرتو رفتن این‌ها بسیاری وقت‌ها از هیچ منطقی پیروی نمی‌کنند و همین غیرقابل توضیح شدن داستان را تا این اندازه متفاوت و تأثیرگذار می‌کند.»

## آثار
- کتاب راهنمای حرفهٔ کاراگاهی(۲۰۰۹)

## آثار ترجمه شده به فارسی
- «کتاب راهنمای حرفهٔ کارآگاهی» با ترجمهٔ «شهریار وقفی‌پور» به‌زودی از سوی نشر زاوش منتشر می‌شود.